# جیرارد دلبیک
جیرارد دلبیک (انگلیسی: Gérard Delbeke؛ ۱ سپتامبر ۱۹۰۳ – ۲۲ اکتبر ۱۹۷۷) یک بازیکن فوتبال اهل بلژیک بود.
وی همچنین در تیم ملی فوتبال بلژیک بازی کرده‌است.